# Chiesa della Santissima Trinità in Orechovo-Borisovo
La chiesa della Santissima Trinità in Orechovo-Borisovo (in russo Храм Троицы в Орехове-Борисове?) è una chiesa di Mosca. Costruita tra il 2001 e il 2004 in stile neobizantino, la chiesa avrebbe dovuto essere eretta nel 1988 per commemorare il millenario della conversione al Cristianesimo della Rus' di Kiev, ma il progetto fu più volte rimandato. Ha la funzione di metochio del patriarca di Mosca e di tutte le Russie. È sita presso il quartiere Orechovo-Borisovo Severnoe, nel distretto meridionale della capitale russa.

## Storia e descrizione

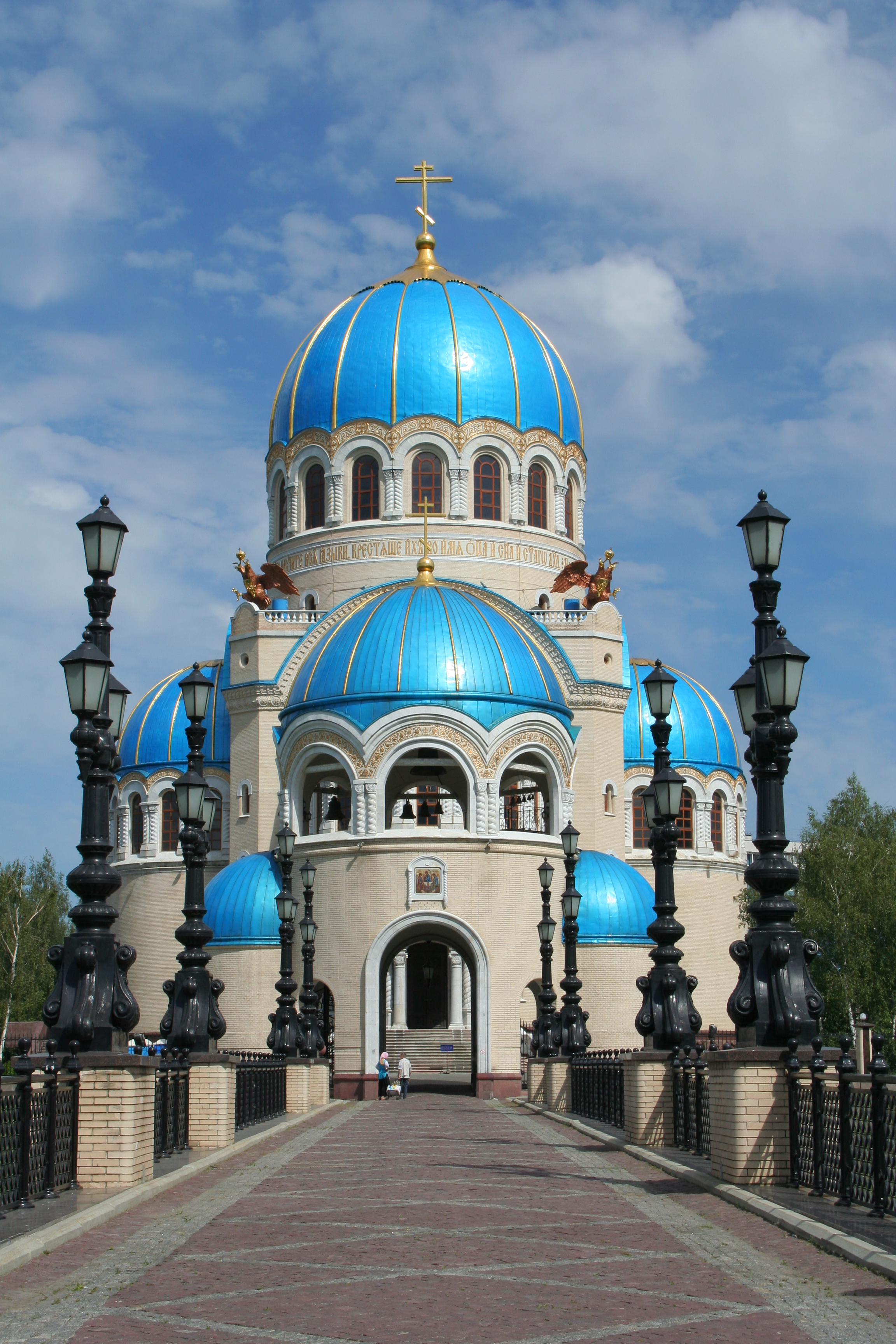
Vista frontale della chiesa

La decisione di costruire una chiesa in onore del millenario del cosiddetto "Battesimo della Rus'" fu adottata nel 1988, con l'approvazione del patriarca Pimen e del segretario generale del PCUS Michail Gorbačëv. Per la costruzione fu scelto un terreno più a ovest rispetto all'ubicazione dell'attuale chiesa. Tuttavia, i lavori non presero avvio e furono rinviati per varie vicissitudini, tra cui l'avvio della ricostruzione della cattedrale di Cristo Salvatore, demolita per ordine del governo sovietico nel 1931.
Dopo lunghi anni d'attesa, il 1º settembre 2001 presero inizio i lavori di costruzione della chiesa della Santissima Trinità, inaugurati da una preghiera pubblica, in presenza del patriarca Alessio II. Il progetto fu affidato all'architetto Vladimir Kolosnicyn, con l'assenso del sindaco di Mosca Jurij Lužkov. I dipinti interni dell'edificio furono invece commissionati all'artista del popolo Vasilij Nesterenko. La chiesa fu ultimata il 12 maggio 2004 e sette giorni dopo fu consacrata dal patriarca Alessio II.
L'edificio misura circa settanta metri e può ospitare fino a 4.000 persone. È composto da una grande cupola, attorniata da quattro navate. Del complesso fanno parte anche una cappella consacrata ad Aleksandr Nevskij, una prothesis, una zvonnica e una scuola. L'iconostasi della chiesa è in porcellana. Nel basamento è presente un battistero utilizzato per l'immersione degli adulti. All'ingresso della chiesa è presente una targa che ricorda il patriarca Alessio II.